# André Gertler
Pour l’article homonyme, voir Gertler.
André Gertler (en hongrois : Gertler Endre), né le 26 juillet 1907 à Budapest et mort le 23 juillet 1998 à Bruxelles, est un violoniste classique et un professeur de musique hongrois.

## Biographie
André Gertler a six ans lorsqu'il intègre l'Académie de musique Franz-Liszt où il a pour professeurs Oscar Studer et Jenő Hubay. Il est aussi l'élève de Leó Weiner et de Zoltán Kodály.
Il parfait sa technique en Belgique auprès d'Eugène Ysaÿe et s'installe dans ce pays. Il y crée le quatuor Gertler. Il enseigne au Conservatoire royal de Bruxelles après la Seconde Guerre mondiale et met au point une méthode d'étude du violon pour ses élèves.
Gertler est un ami et un admirateur de Béla Bartók duquel il enregistrera toutes les œuvres que le compositeur hongrois composa pour le violon, dont ses deux concertos. Il est considéré comme l'un des meilleurs interprètes de la musique de Bartók. Son enregistrement des 44 duos pour violons avec Josef Suk est considéré comme l'une des meilleures versions disponibles.
Parmi ses élèves figurent Rudolf Werthen et André Rieu.
Gertler s'est marié avec la pianiste danoise Diane Andersen, avec qui il a souvent joué en concert et effectué nombre d'enregistrements.